# Eldorado Business Tower

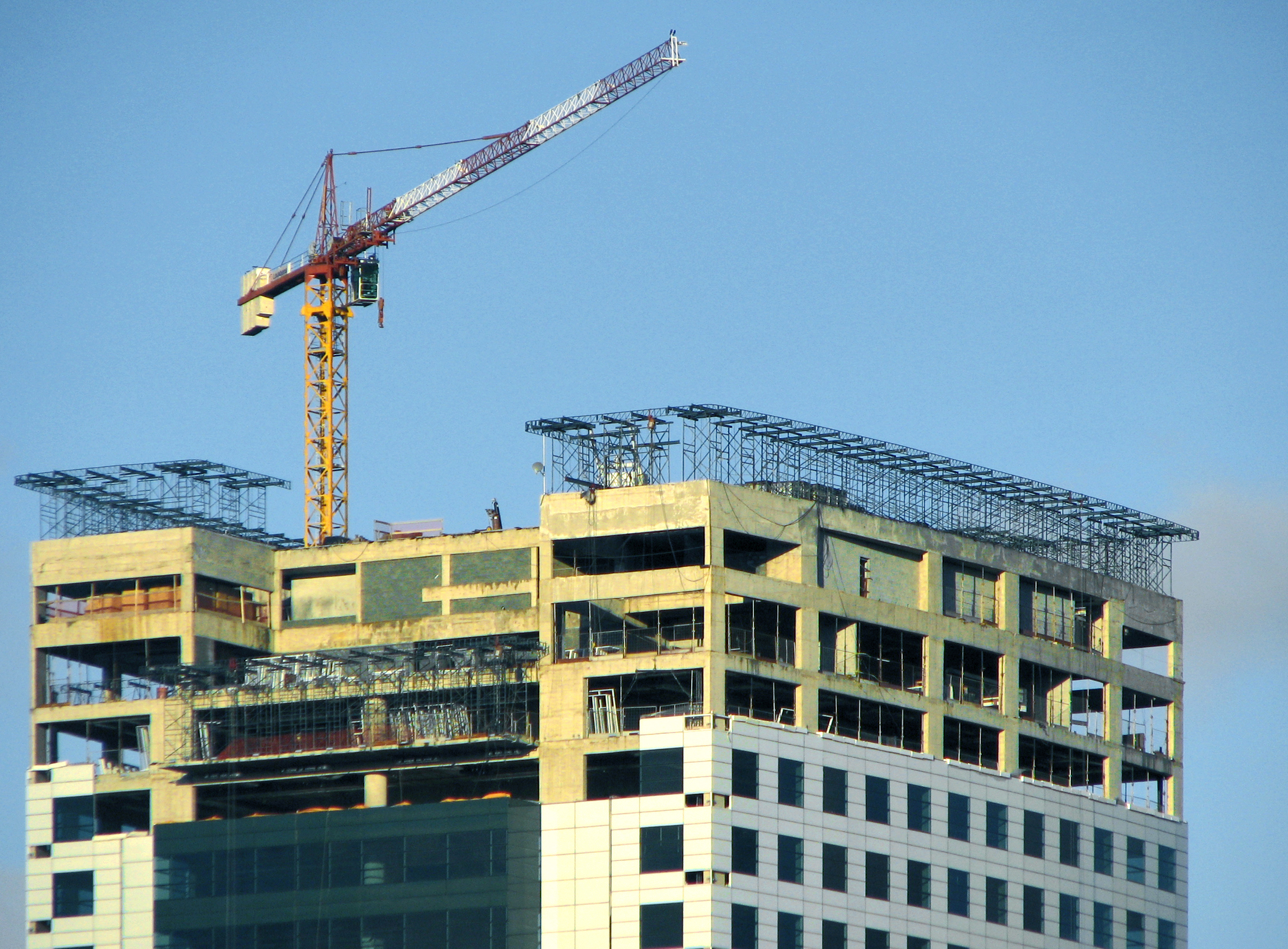
Kurz vor der Fertigstellung des Eldorado Business Towers

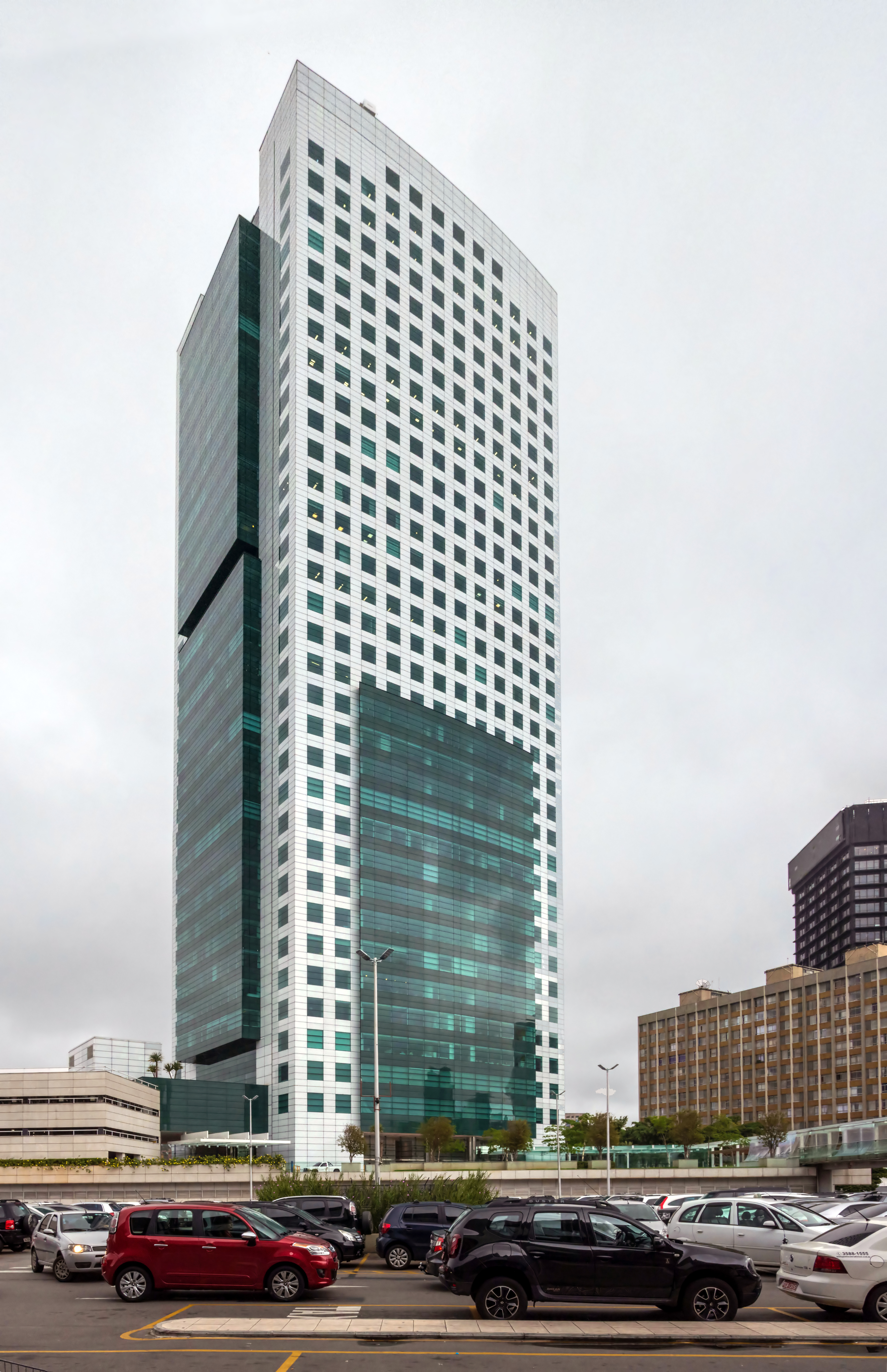
Eldorado Business Tower

Der Eldorado Business Tower ist ein 141 Meter hoher Wolkenkratzer im Stadtteil Pinheiros von São Paulo, Brasilien. In der Liste der höchsten Gebäude liegt er in Brasilien auf Platz 17, in Südamerika auf Platz 45 (Stand April 2012). 
Der Büroturm besteht aus vier Park- und 36 Bürogeschossen. Vier weitere Parkdecks befinden sich unter der Erde. Sechs der insgesamt 29 Fahrstühle gehören zu den schnellsten in ganz Brasilien und erreichen eine Geschwindigkeit von bis zu 6 m/s. Auf dem Dach befindet sich ein Hubschrauberlandeplatz.
Der Wolkenkratzer befindet sich in der Nähe des Einkaufscenters Shopping Eldorados und ist über einen erhöhten Durchgang mit diesem verbunden. Die Gemeinde erteilte die Bezugsgenehmigung am 25. Oktober 2007.